# Řeporyje
Řeporyje (poněmčeně Řepora a v letech 1939–1945 německy Rübstich) jsou od roku 1974 městská čtvrť a katastrální území Prahy. Nacházejí se na jihozápadním okraji Prahy, na počátku Dalejského údolí, které se odtud rozkládá podél Dalejského potoka. Většina jejich území patří do městské části Praha-Řeporyje s výjimkou malé neobydlené části severně od Poncarovy ulice a jižně od Krtně, která patří do městské části Praha 13. Je zde evidováno 74 ulic a 787 adres. Žijí zde asi čtyři a půl tisíce obyvatel. V roce 1919 byly Řeporyje povýšeny na městys. Na severní straně zástavba Řeporyj plynule přechází do katastru Stodůlek, čemuž bylo přizpůsobeno samosprávné členění Prahy, nikoliv však hranice katastrů. 

## Historie
Malá vesnice Řeporyje se začala rozrůstat na svahy Dalejského potoka v polovině 19. století, do té doby měla ryze zemědělský charakter. V té době bylo vybudováno mnoho usedlostí, které se dochovaly i do dnešních dnů. V mapách ze druhého vojenského mapování je označena názvem Řepora.
Původně byla součástí katastrálního území Řeporyje také Velká a Malá Ohrada, které se později staly součástí katastru Stodůlek. Rozvoji Řeporyj pomohlo hlavně zavedení železnice ke konci 19. století (trať Pražsko-duchcovské dráhy vedená Prokopským údolím přes Řeporyje do severních Čech a později postavená odbočka do Berouna), na přelomu 19. a 20. století začal rozvoj hlavně díky těžbě vápence – jihovýchodním směrem od tehdejší obce vznikly na začátku údolí Dalejského potoka lomy (těží se tam dodnes). Příliv dělníků do obce vedl k vybudování nové infrastruktury a rozšiřování obce, která byla roku 1919 povýšena na městys. Počet obyvatel přesáhl tři tisíce. V roce 1921 vznikl zdejší fotbalový tým FK Řeporyje. Původní venkovské domy a dělnické byty začaly postupně doplňovat i malé průmyslové provozy městského typu.
Na konci druhé světové války se v Řeporyjích usídlil štáb Ruské osvobozenecké armády a velitel jedné z divizí ROA zde vydal 6. května 1945 rozkaz, na jehož základě jednotky ROA přišly na pomoc Pražskému povstání.
Po druhé světové válce dále pokračovala přeměna Řeporyj ze zemědělské obce na pražské předměstí; roku 1974 byla obec připojena ku Praze v rámci velkého rozšiřování metropole hlavně jižním a východním směrem. Vznikla také vysoká stavba zemědělského sila, která je nyní v celých Řeporyjích nejvyšší.
V roce 1989 Útvar rozvoje města vypracoval studii na komplexní zastavění území řeporyjské městské části. Tato zástavba, která by byla vlastně rozšířením sídliště Jihozápadní Město, počítala s novými panelovými domy, které by plynule navazovaly na současnou vilovou zástavbu (podobně jako na jiných místech v metropoli, kde byla vybudována rozsáhlá sídliště). Revitalizována měla být i zeleň a postaveny měly být i nové dopravní tepny. Vzhledem k rychlému konci socialistické koncepce výstavby moderních sídlišť však projekt realizován nebyl, v první dekádě 21. století však Řeporyje zaznamenaly přece jen rychlý rozvoj – v severní části MČ se začaly objevovat nové domy, svým charakterem bližší této okrajové části metropole. I do budoucna se počítá s novou výstavbou v Řeporyjích.

### Památník vojáků Ruské osvobozenecké armády

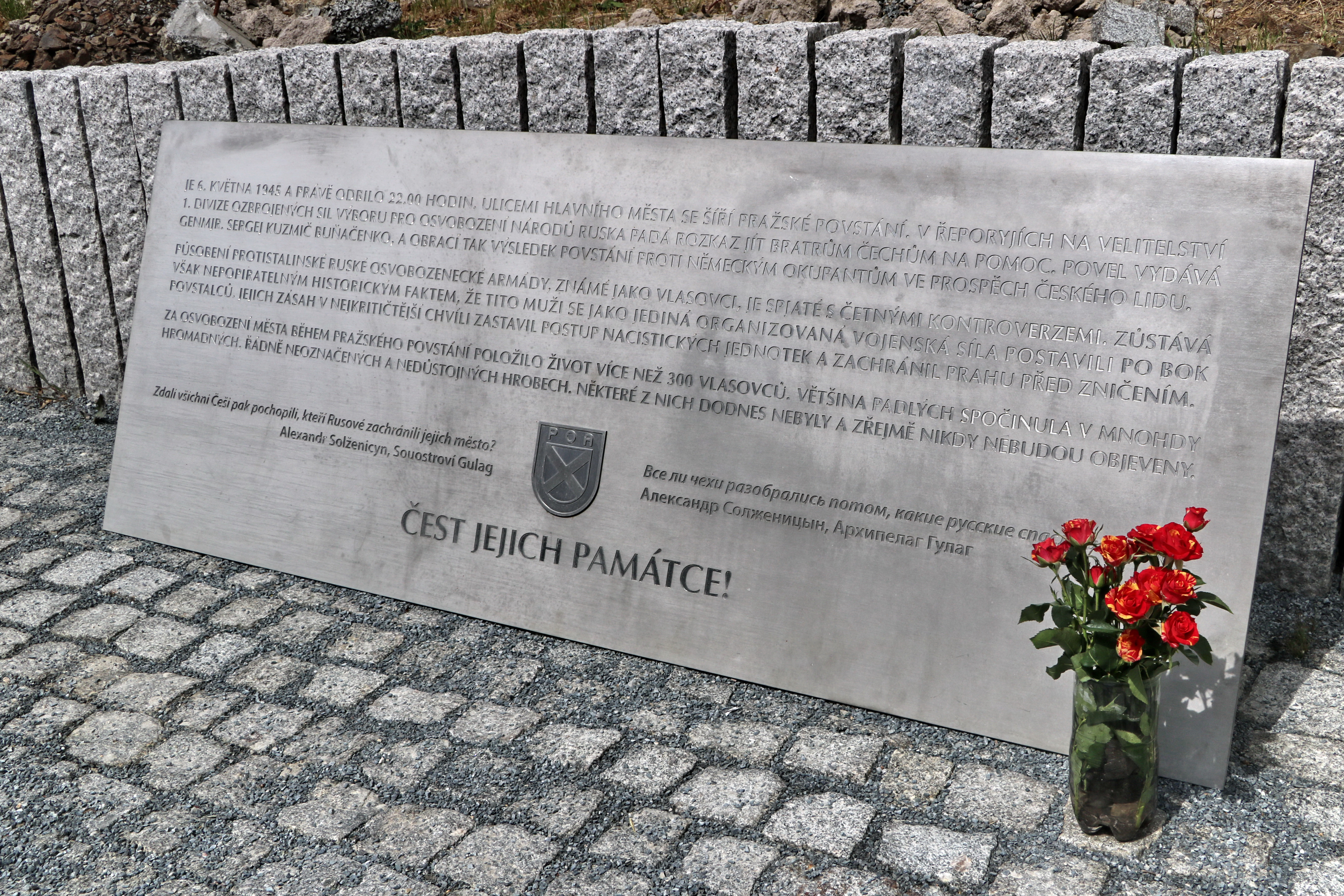
Pamětní deska

Dne 10. prosince 2019 zastupitelstvo Řeporyjí jednomyslně schválilo záměr zbudovat pietní místo na paměť vojáků Ruské osvobozenecké armády padlých při osvobozování Prahy. Ruské velvyslanectví v Praze a ruská diplomacie proti záměru protestovaly. Starosta Pavel Novotný již dva týdny před rozhodnutím zastupitelstva napsal a osobně doručil ruskému velvyslanectví dopis pro prezidenta Vladimíra Putina, ve kterém uvedl, že o svém záměru nebude s Ruskem diskutovat. 1. května 2020 byla v Řeporyjích odhalena pamětní deska umělce Davida Černého připomínající roli ROA během Pražského povstání. Deska je doplněna citátem ruského spisovatele Alexandra Solženicyna „Zdali všichni Češi pak pochopili, kteří Rusové zachránili jejich město?“ v češtině a v ruštině. 
Pamětní deska je doplněna plastikou neznámého umělce, kterou umělec daroval městské části.

## Pamětihodnosti
existující
- Kostel sv. Petra a Pavla
- Železniční viadukt

zaniklé stavby
- Cisterciácký klášter (údajně)

## Zástavba

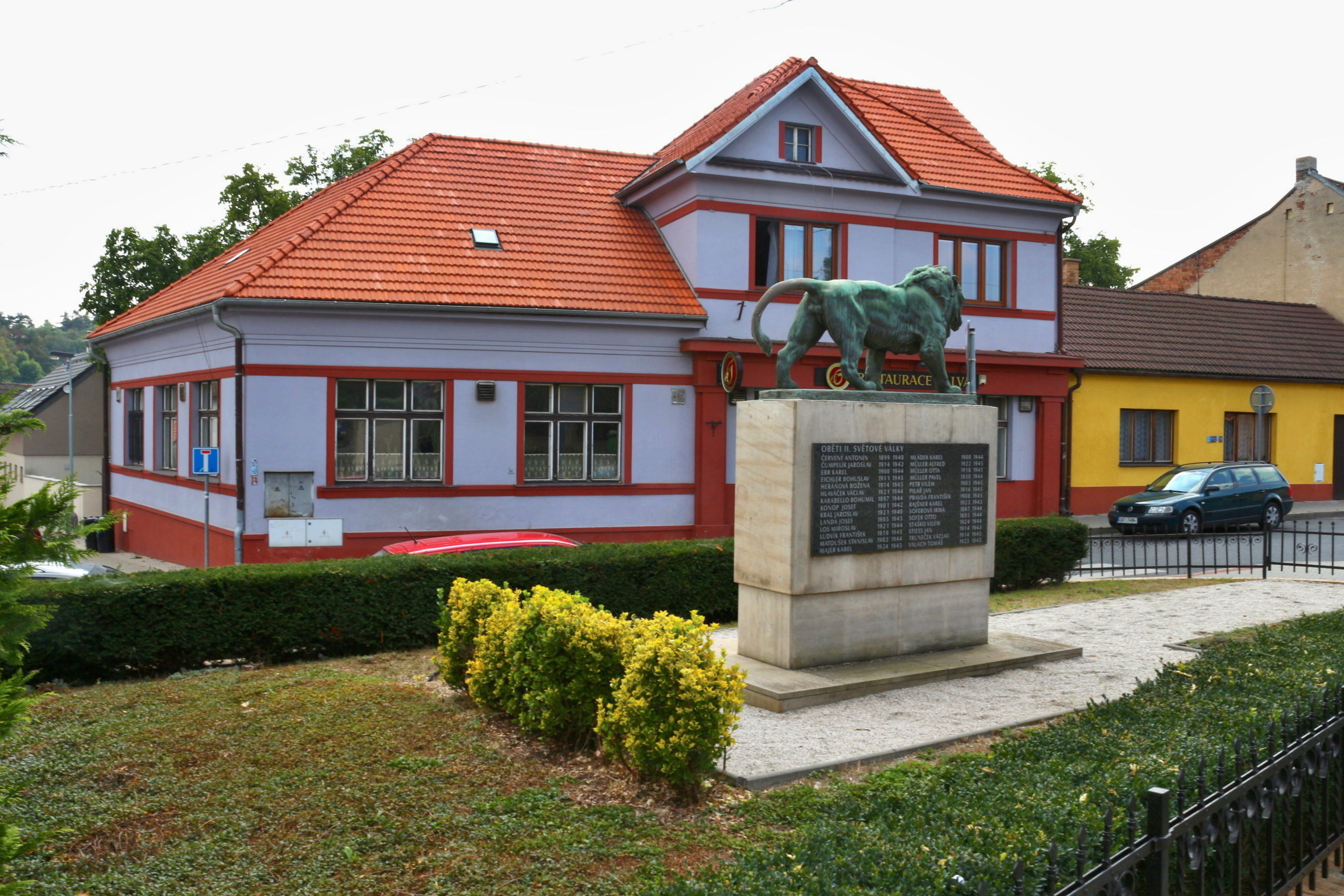
Náměstí U Lva s pomníkem místním rodákům, kteří se nevrátili z druhé světové války

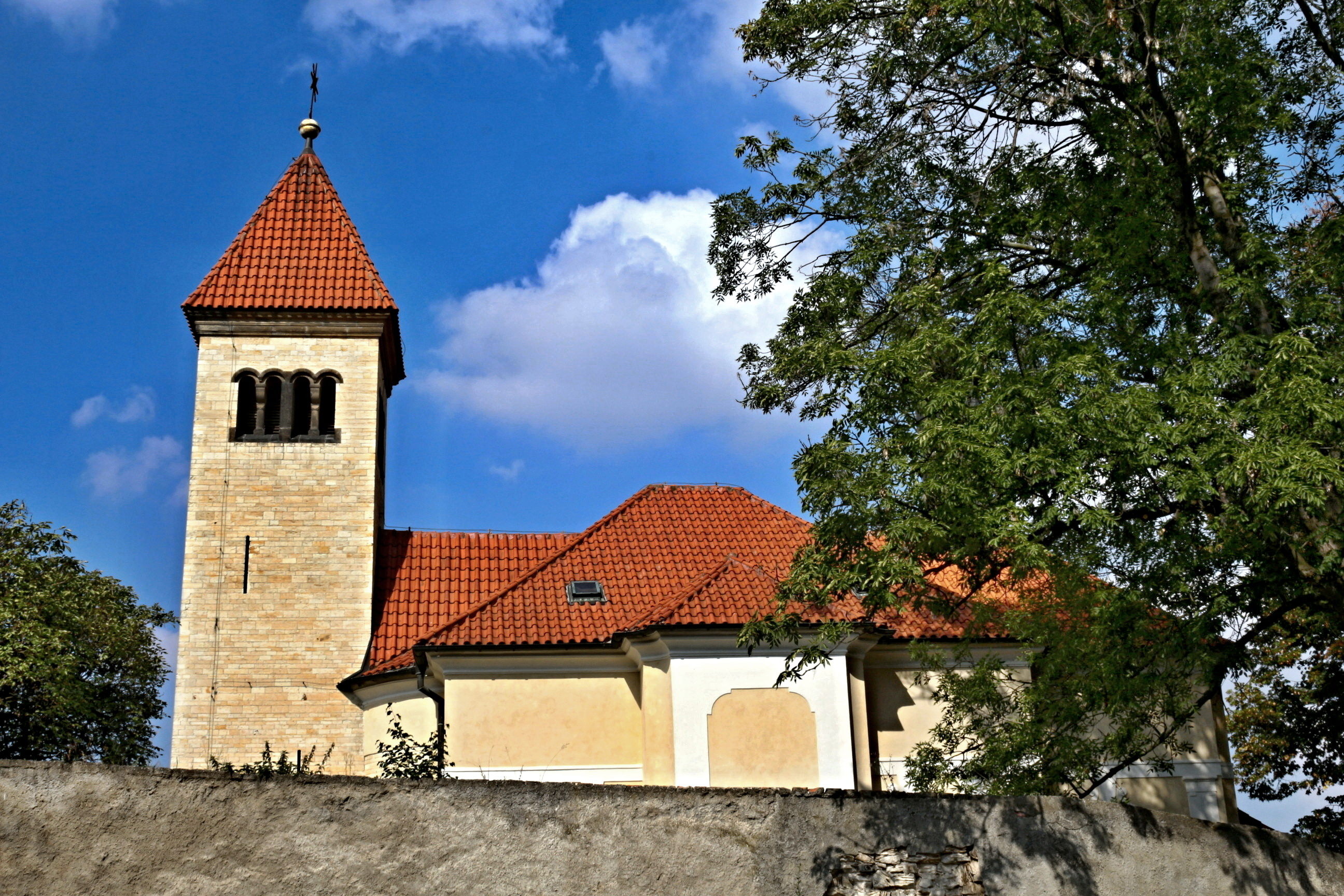
Kostel sv. Petra a Pavla od severu

V okolí Řeporyjského náměstí se dochovaly původní selské usedlosti, většinou v nepříliš udržovaném stavu. Na jižní straně náměstí je kostel svatých Petra a Pavla. Novější zástavba rodinných domků je v okolí ulice Smíchovské a Jáchymovské v severní části území. Železniční tratí je od centrální části městské části oddělena část podél ulice Ořešské. V městské části je základní škola, u Ořešské ulice a úspěšná ZUŠ sídlící v budově původní školy u Smíchovské ulice. Východně od Ořešské ulice je také hřiště FK Řeporyje. U ulice K Zadní Kopanině je zahrádkářská osada. Řada domků je také v ulici Mládkově podél stezky podle toku Dalejského potoka, východně od Řeporyj. V ulici Rudoltická se nachází dům s pečovatelskou službou „U Agáty“ pro seniory.
V západní části Řeporyj je průmyslová zóna. Severně od nádraží je gigantické obilné silo s reklamním nátěrem firmy Meindl, které je nejvýraznější dominantou Řeporyj. Je v Česku hlavním silem „S1“ firmy Soufflet Agro a. s., patřící k francouzské nadnárodní zemědělské obchodní skupině. Druhé obdobně významné silo „S2“ téže společnosti je v Kojetíně na Moravě. Dříve řeporyjské silo patřilo firmě Proslad a. s. Prostějov. Povrch sila má plochu asi 7000 m2.
V severozápadní části území Řeporyj je bývalý skanzen Řepora, před požárem nazývaný Tuležim, zpočátku otevřený veřejnosti, později sloužící už jen jako filmové ateliéry či k jiným komerčním pronájmům.
Trunečkův mlýn – Mládkova, původní č.p. 25, rozvaliny mlýna východně od centra obce
Vápenka Biskup, Kvis a Kotrba – Mládkova, původní  č.p. 86, rozvaliny vápenky východně od centra obce

## Doprava
V Řeporyjích je železniční stanice Praha-Řeporyje na železniční trati Praha-Smíchov – Rudná u Prahy – Beroun. Zastavují zde osobní vlaky linky S6 systému Esko. Trať pokračuje ku Praze Dalejským a Prokopským údolím. Nákladní doprava ve stanici je dnes značně utlumena.
Autobusová doprava je vedena od stanic linky metra B Luka a Nové Butovice. Z Řeporyj pokračují autobusy do Ořecha nebo do Třebonic nebo přes Zadní Kopaninu do Radotína.
Hlavní dopravní osou Řeporyjí jsou ulice Smíchovská a Ořešská, které na sebe navazují na Řeporyjském náměstí. Dalšími významnějšími ulicemi jsou Dalejská a K Zadní Kopanině, K Třebonicům či Jáchymovská. Tyto ulice jsou kategorizovány jako místní komunikace II. třídy. Obslužná uliční síť v zástavbě je z větší části místními komunikacemi III. třídy, mnoho komunikací v novější developerské zástavbě či u průmyslových objektů je nekategorizováno, tedy evidováno jako účelové komunikace.
Jižním okrajem Řeporyjí vede Pražský okruh (dálnice D0). Řeporyje jsou na něj napojeny exitem 19, které je nazýván Ořech, ale katastrálně celá mimoúrovňová křižovatka patří již k Řeporyjím. Jako obchvat Řeporyjí, resp. napojení Stodůlek na Pražský okruh, slouží ulice Poncarova, jediná místní komunikace I. třídy, která vede severozápadně od Řeporyjí a protíná výběžek jejich katastrálního území.
Na území Řeporyjí se nenachází žádná komunikace v kategorii silnice.
K prosinci 2024 na území Řeporyjí jezdily následující autobusové linky:
- 130: Zličín – Stodůlky – Řeporyjské náměstí – Škola Slivenec – Poliklinika Barrandov – Filmové ateliéry Barrandov
- 174: Vypich – Nemocnice Motol – Motol – Bucharova – Luka – Řeporyjské náměstí – Třebonice
- 246: Zličín – Stodůlky – Řeporyjské náměstí – Zadní Kopanina – Nádraží Radotín – Zbraslavské náměstí – Komořany – Poliklinika Modřany
- 266 (školní linka): Řeporyjské náměstí – Luka – Nová kolonie – Hůrka – Nové Butovice
- 301 (regionální linka): Luka – Řeporyjské náměstí – Nádraží Řeporyje – Ořech – Chýnice
- 352 (regionální linka): Luka – Řeporyjské náměstí – Nádraží Řeporyje – Ořech – Zbuzany, Nádraží – Jinočany, náměstí
- 902 (noční linka): Lysolaje – Nádraží Podbaba – Vítězné náměstí – Vypich – Nemocnice Motol – Motol – Bucharova – Luka – Řeporyjské náměstí – Třebonice

## Příroda a turistika
Řeporyjemi protéká Dalejský potok. Do přírodně zajímavého Dalejského údolí vede naučná stezka i další turistické značení.

## Sousední čtvrti
- Holyně
- Jihozápadní Město
- Barrandov

## Partnerská města
- Hostomel, Ukrajina (2023)[11]

## Fotogalerie

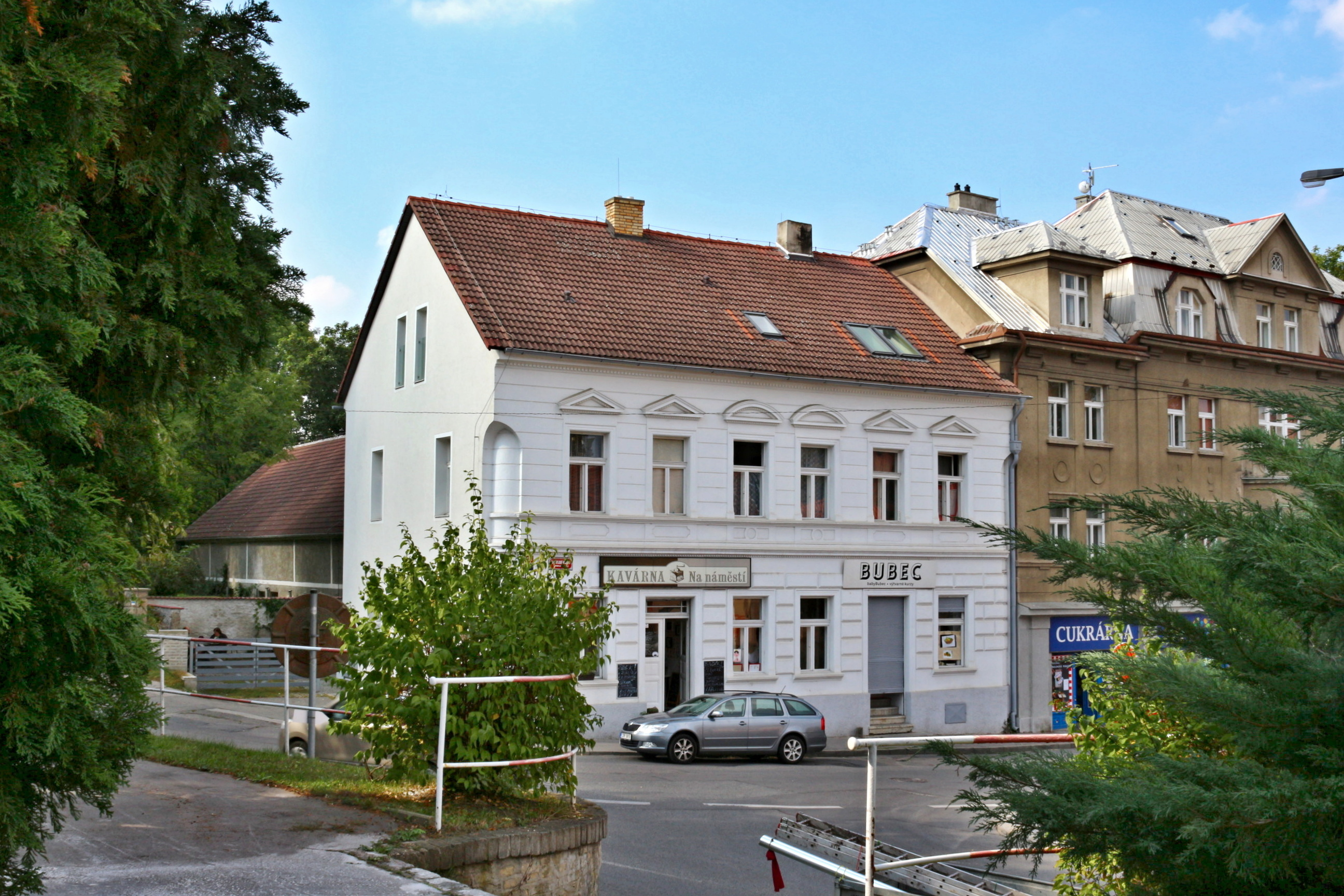
Jihozápadní strana Řeporyjského náměstí
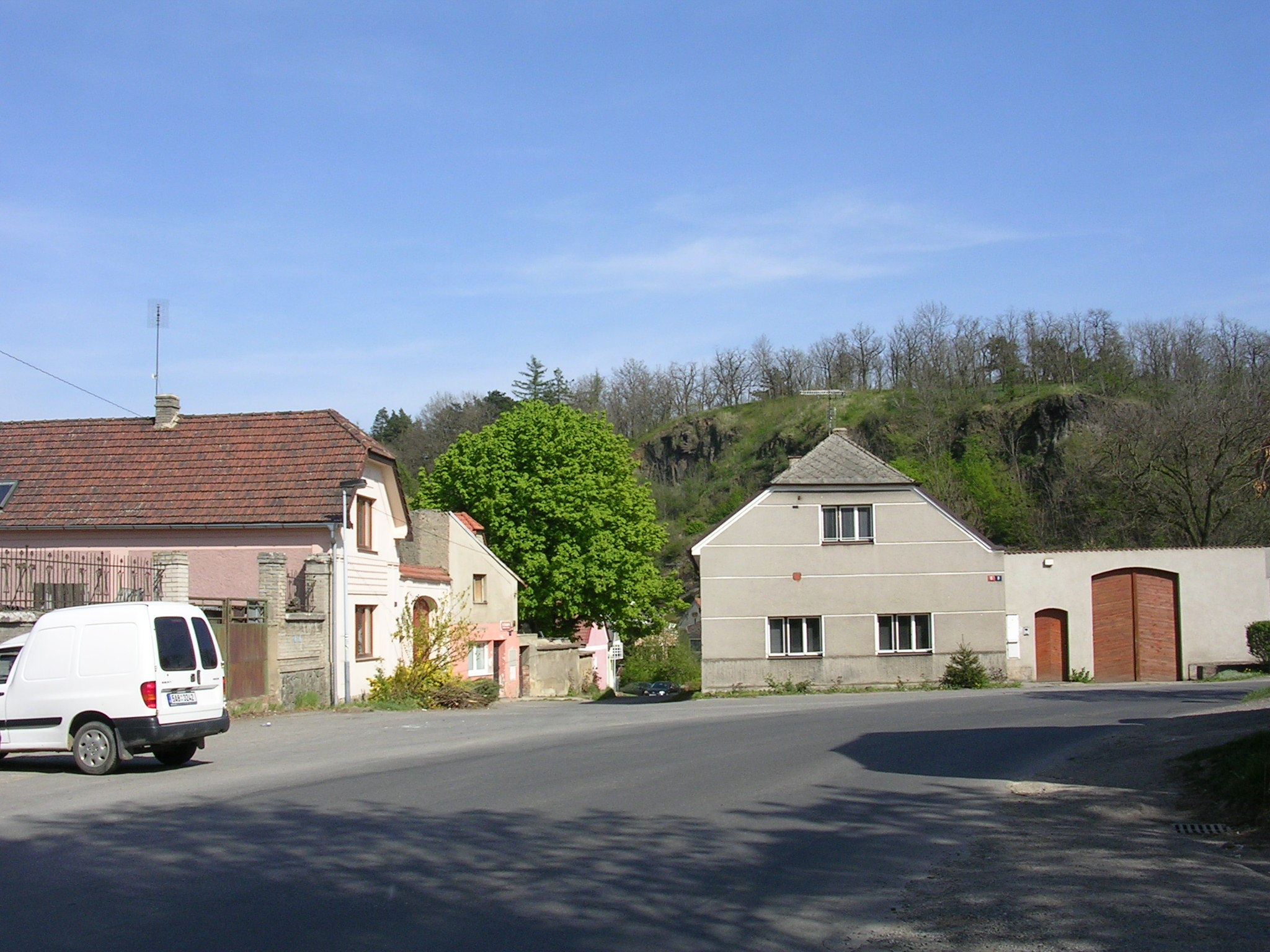
Křižovatka ulic K chaloupce a Dalejská v pohledu od východního výběžku Řeporyjského náměstí.
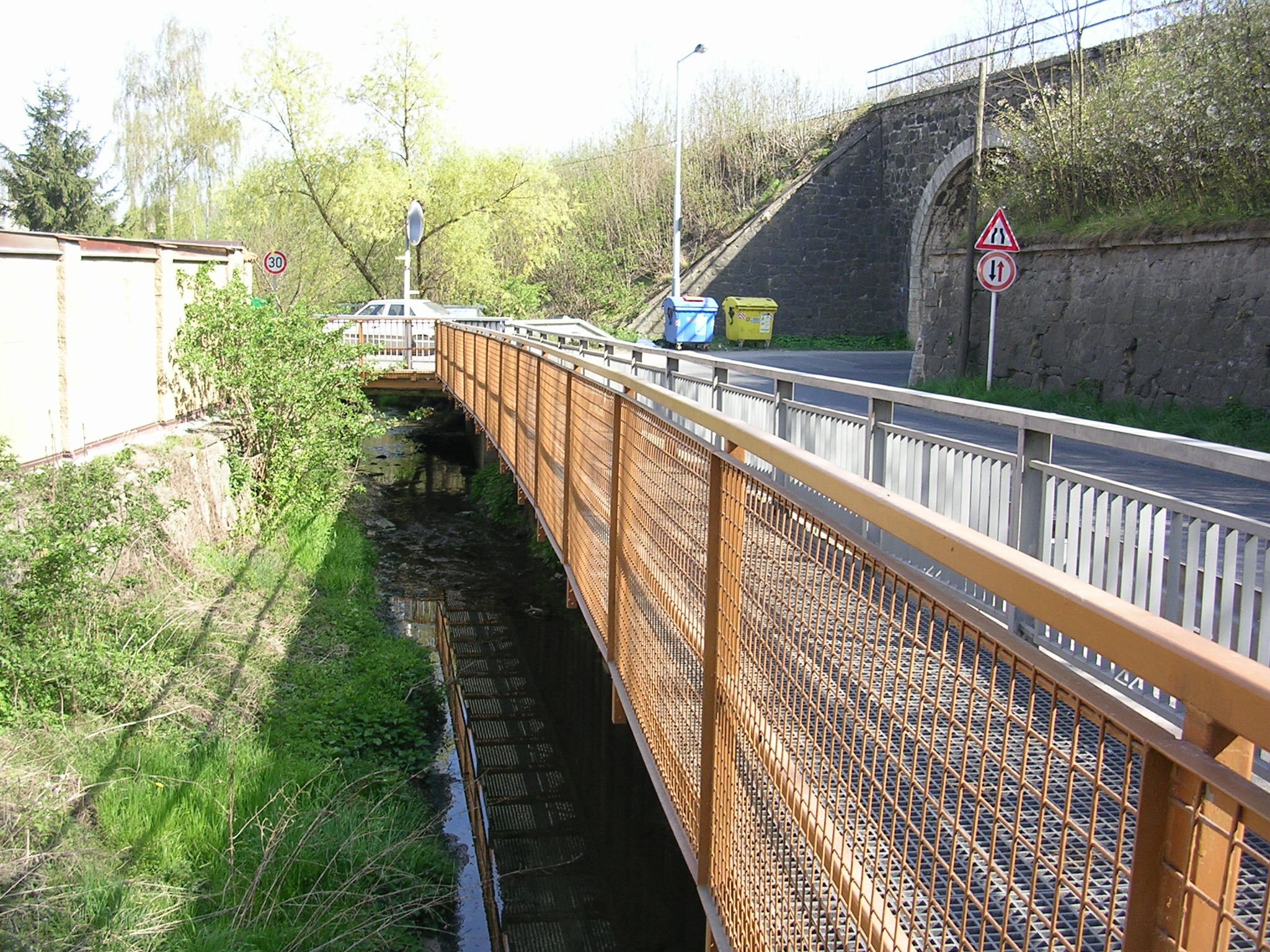
Dalejská ulice u viaduktu k Zadní Kopanině. Chodník je umístěn na konstrukci nad Dalejským potokem.
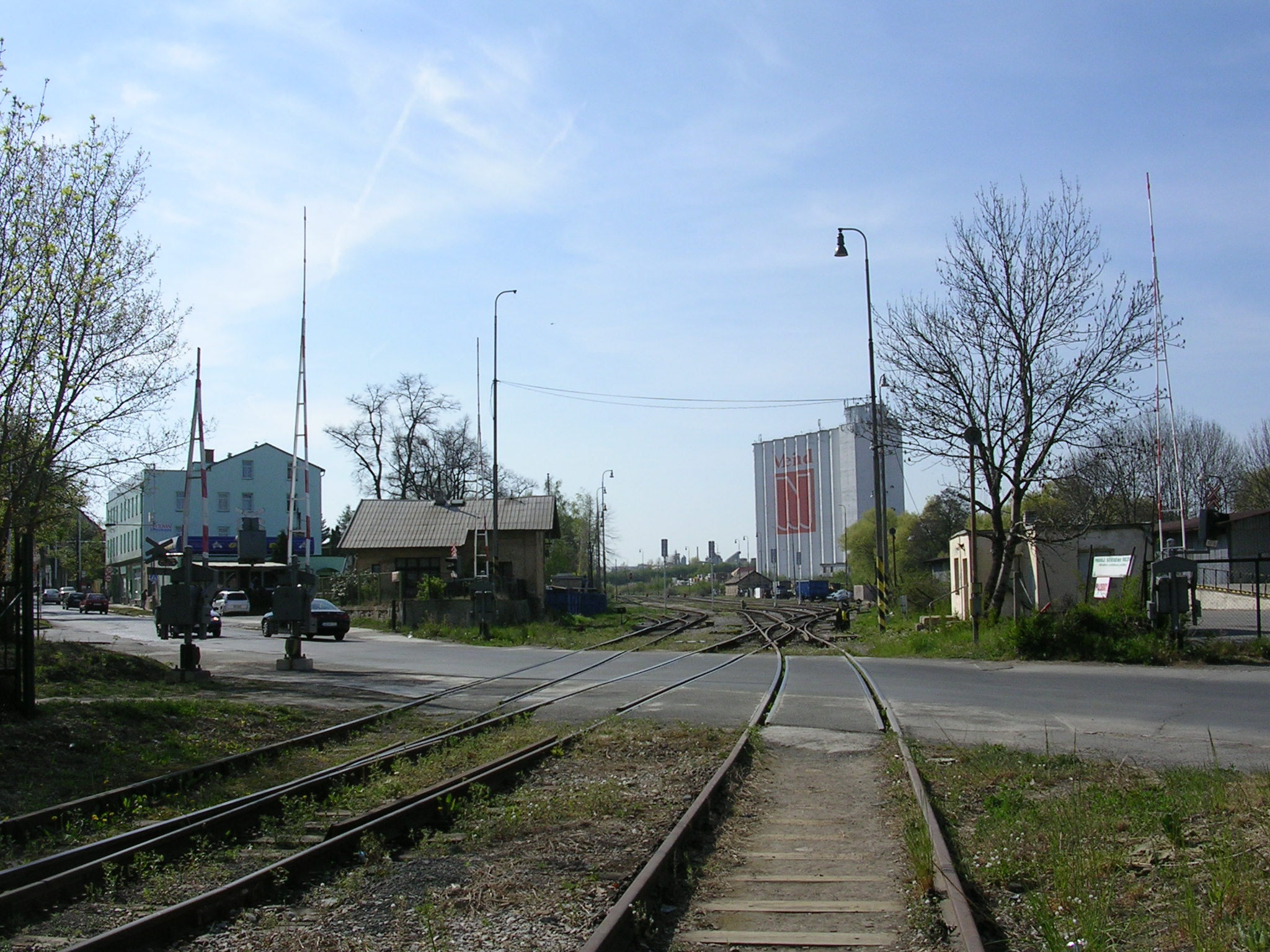
Železniční přejezd na Ořešské ulici
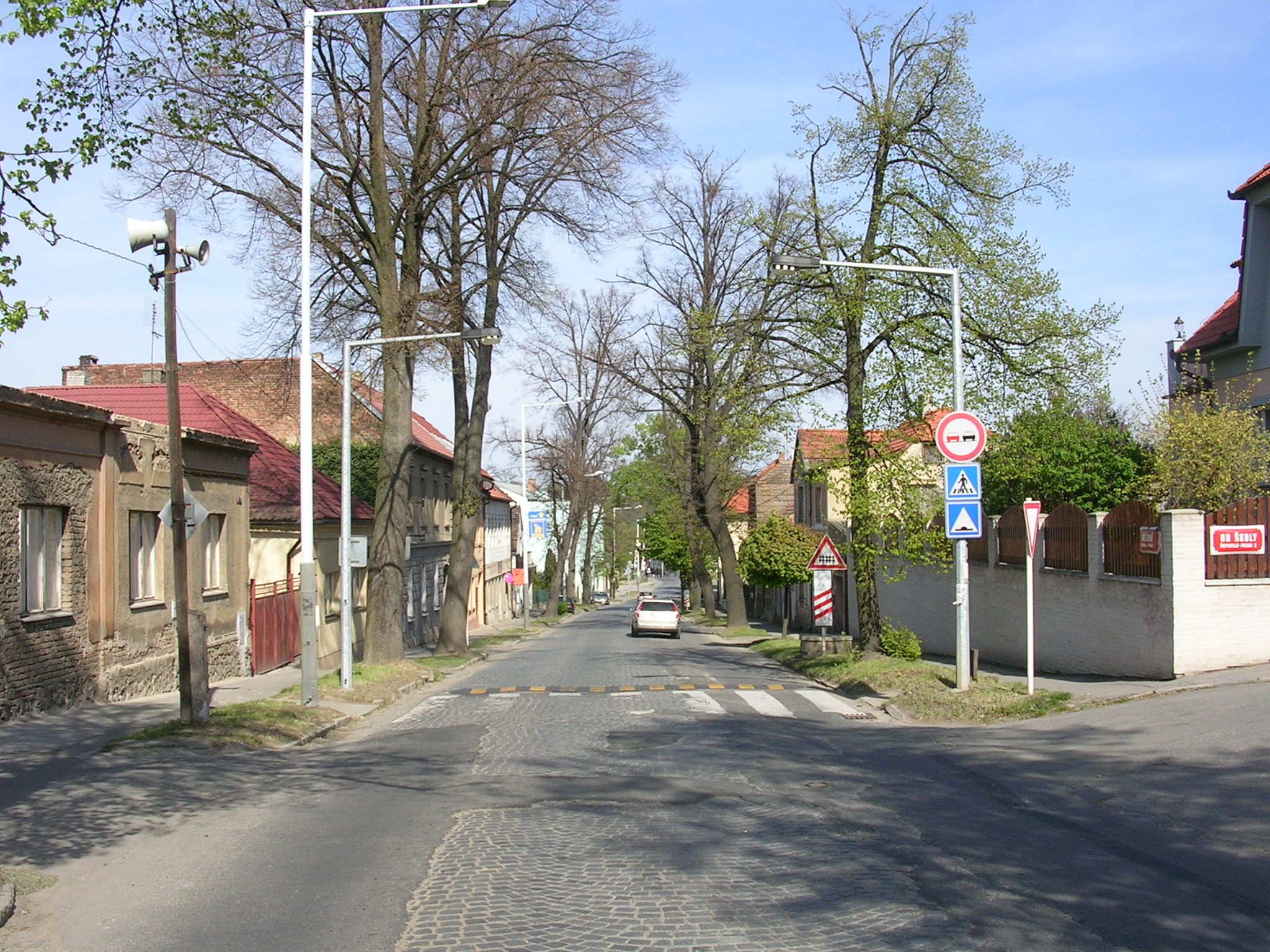
Ořešská ulice u křižovatky s ulicí Od školy
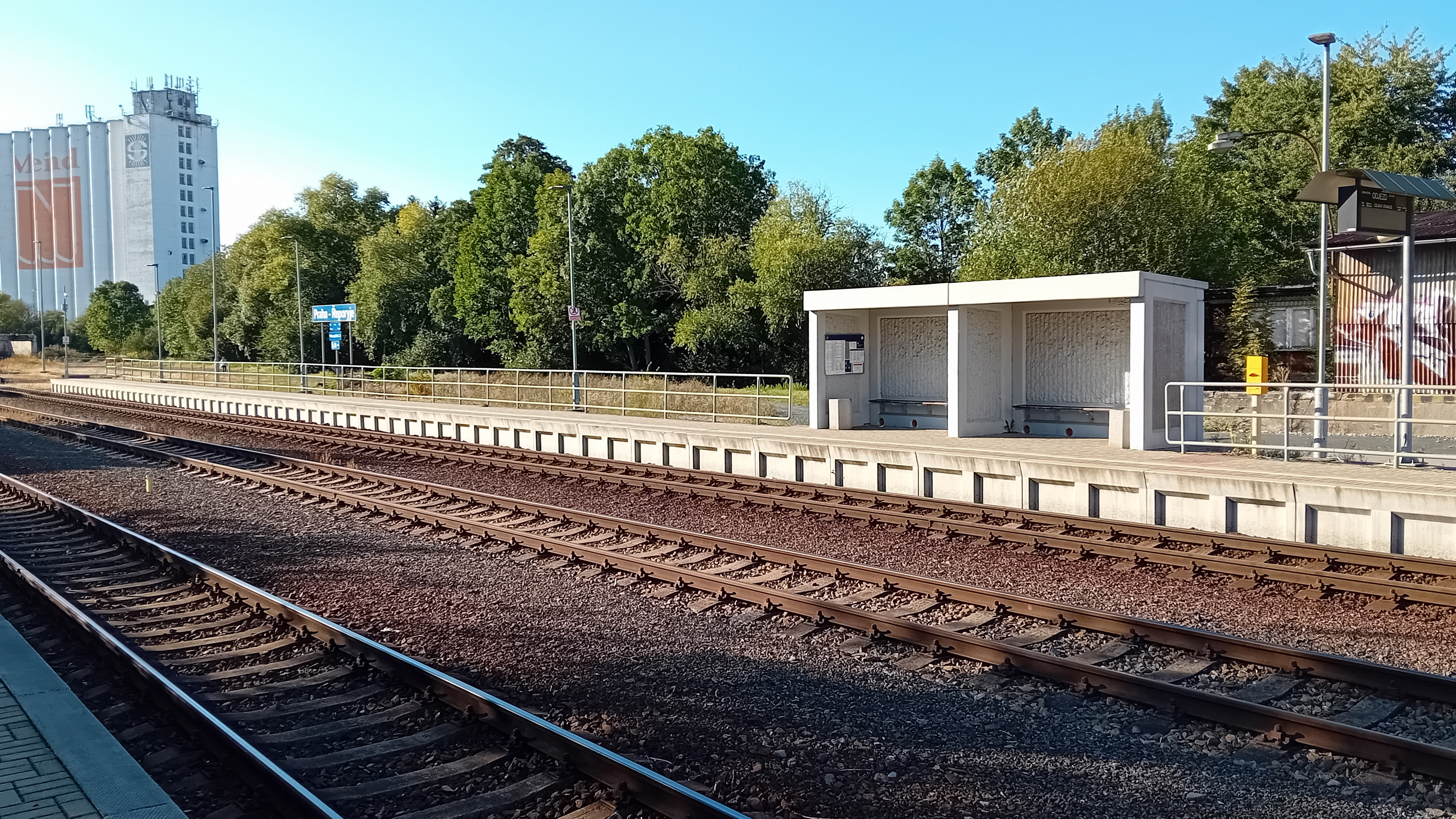
Nádraží Praha-Řeporyje
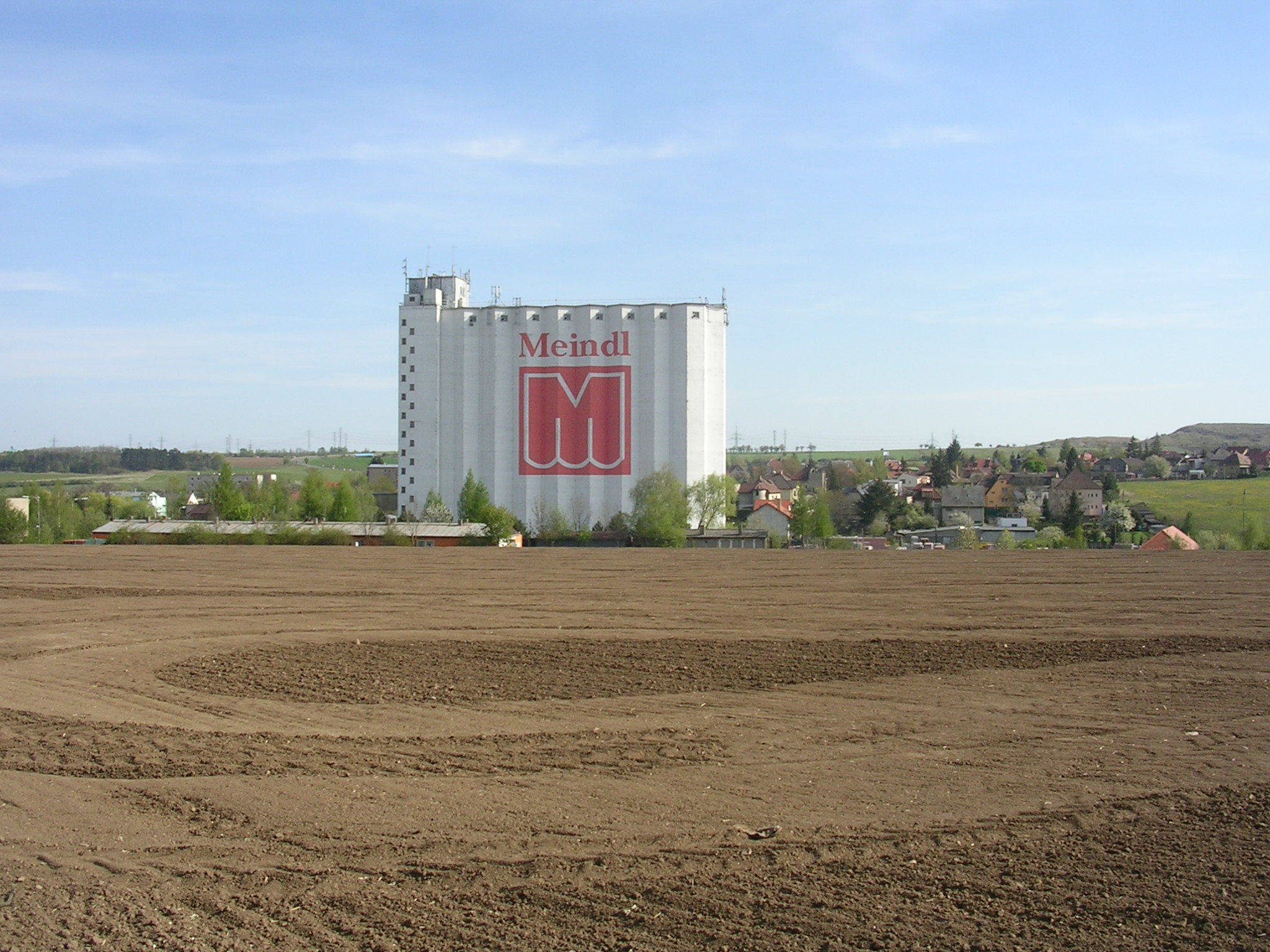
Silo za Řeporyjemi
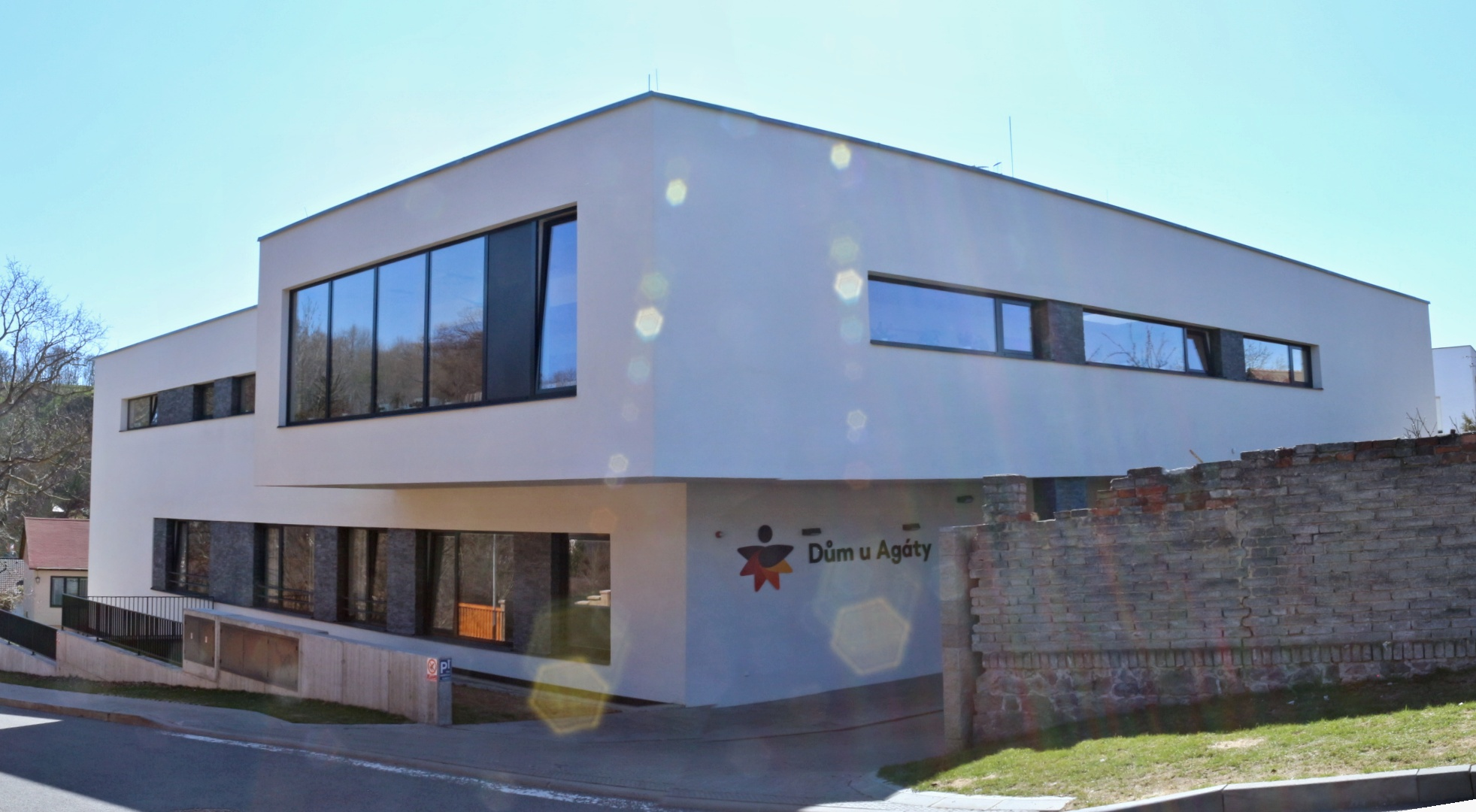
Dům s pečovatelskou službou „U Agáty“ v Rudoltické ulici
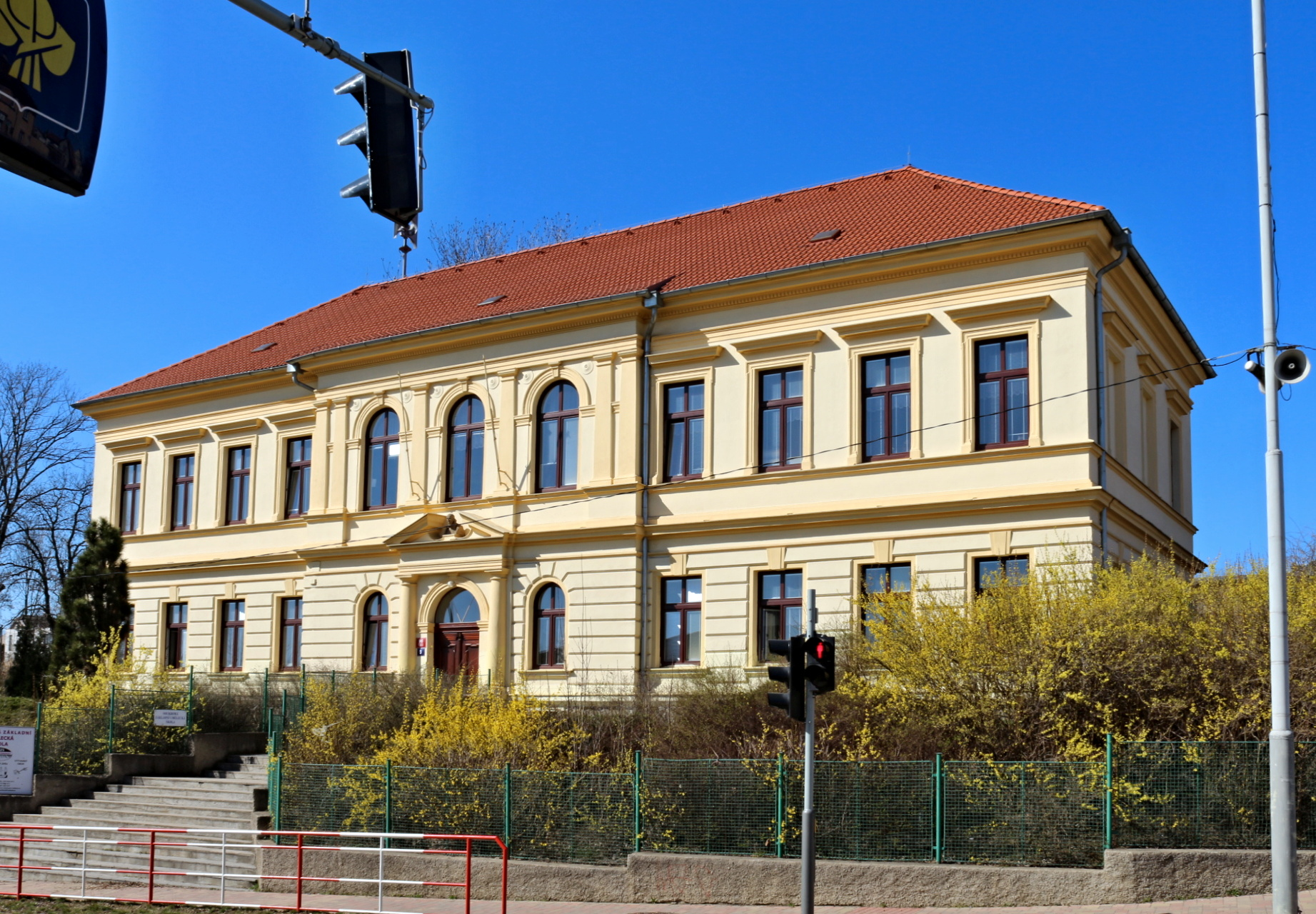
Soukromá základní umělecká škola – Škola pro radost
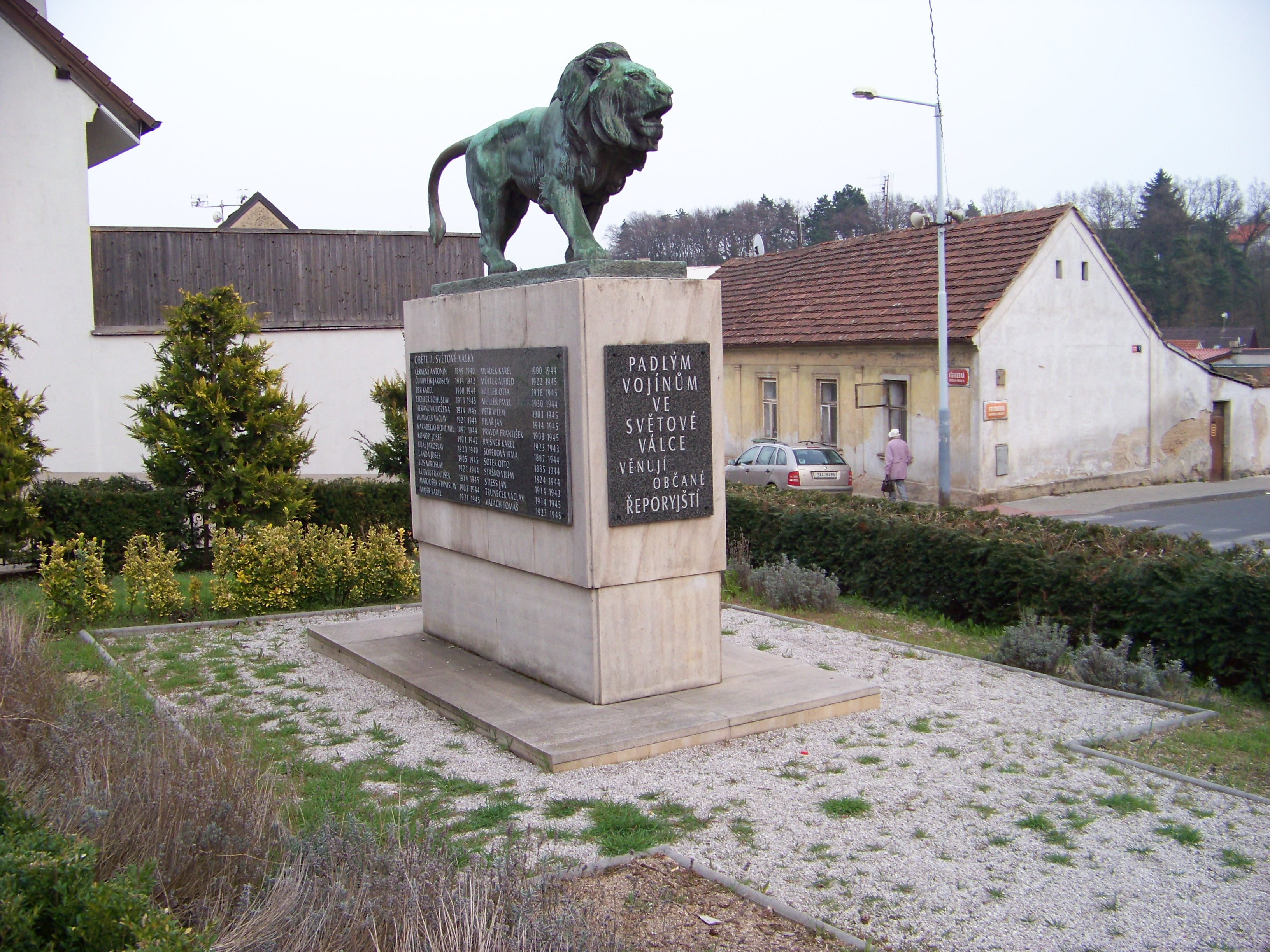
Náměstí U Lva s památníkem věnovaným občanům Řeporyj, kteří zahynuli ve 2. sv. válce
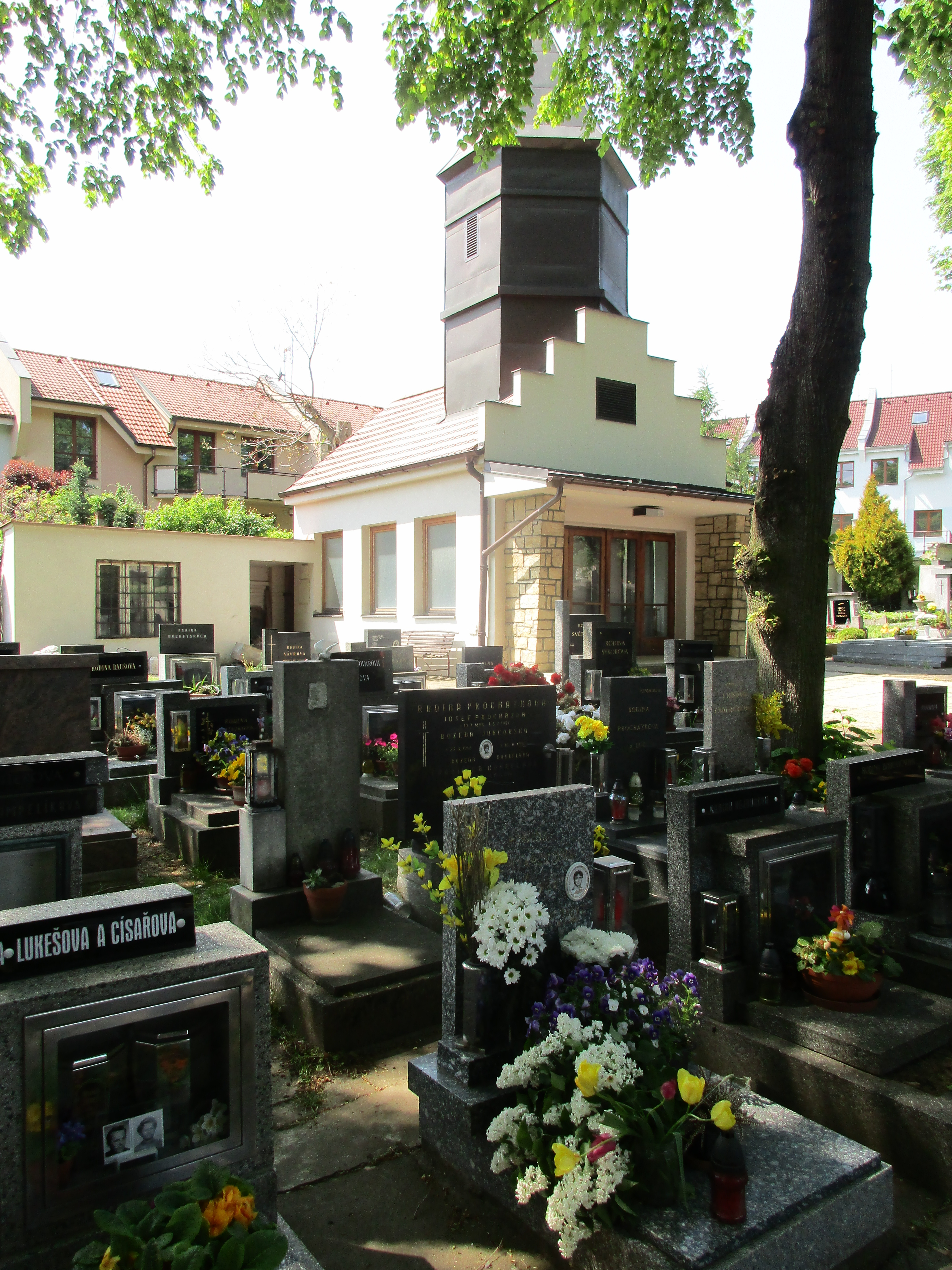
Kaple na hřbitově v Řeporyjích
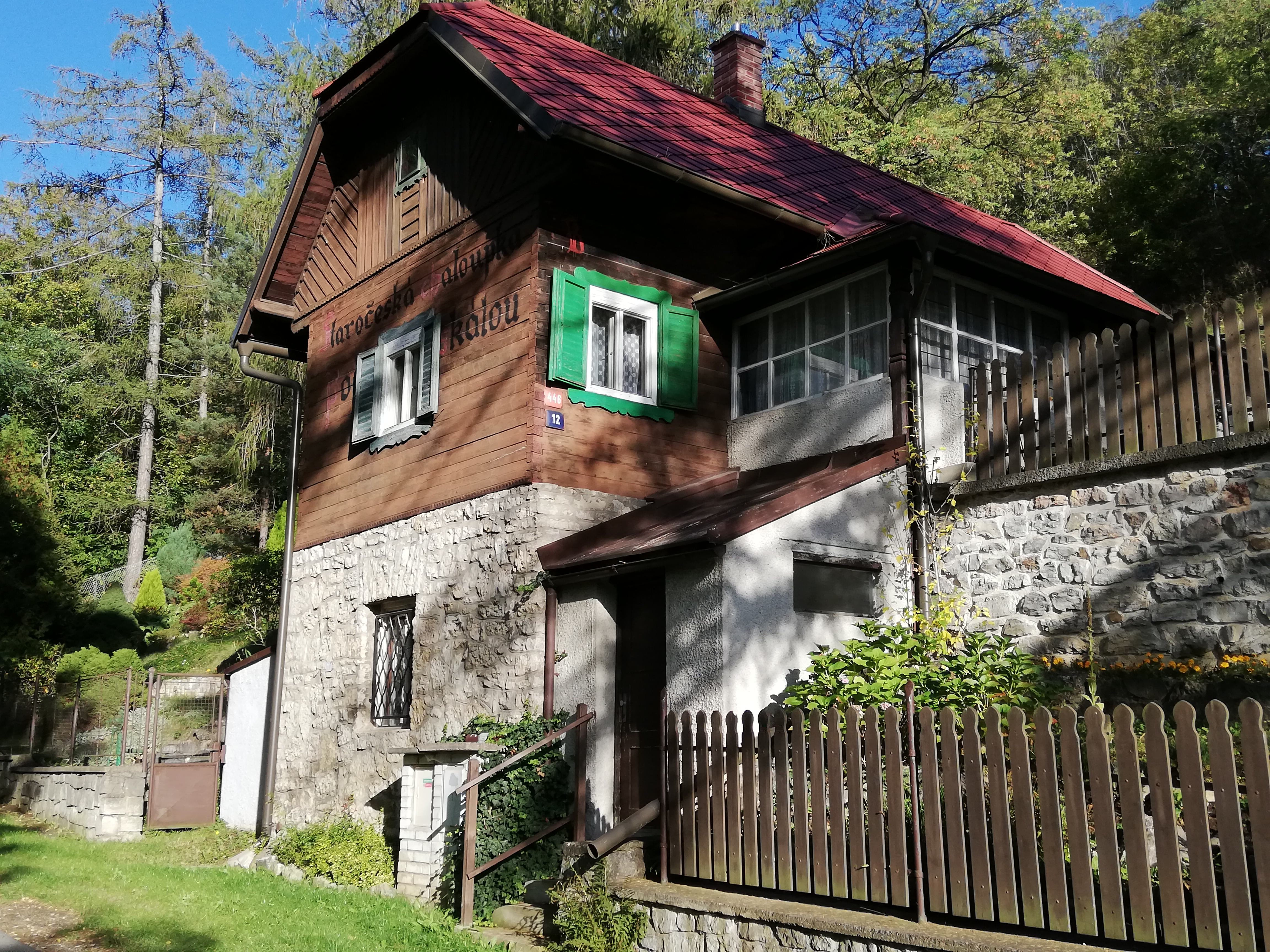
Staročeská chaloupka pod skálou v Ebrově ulici
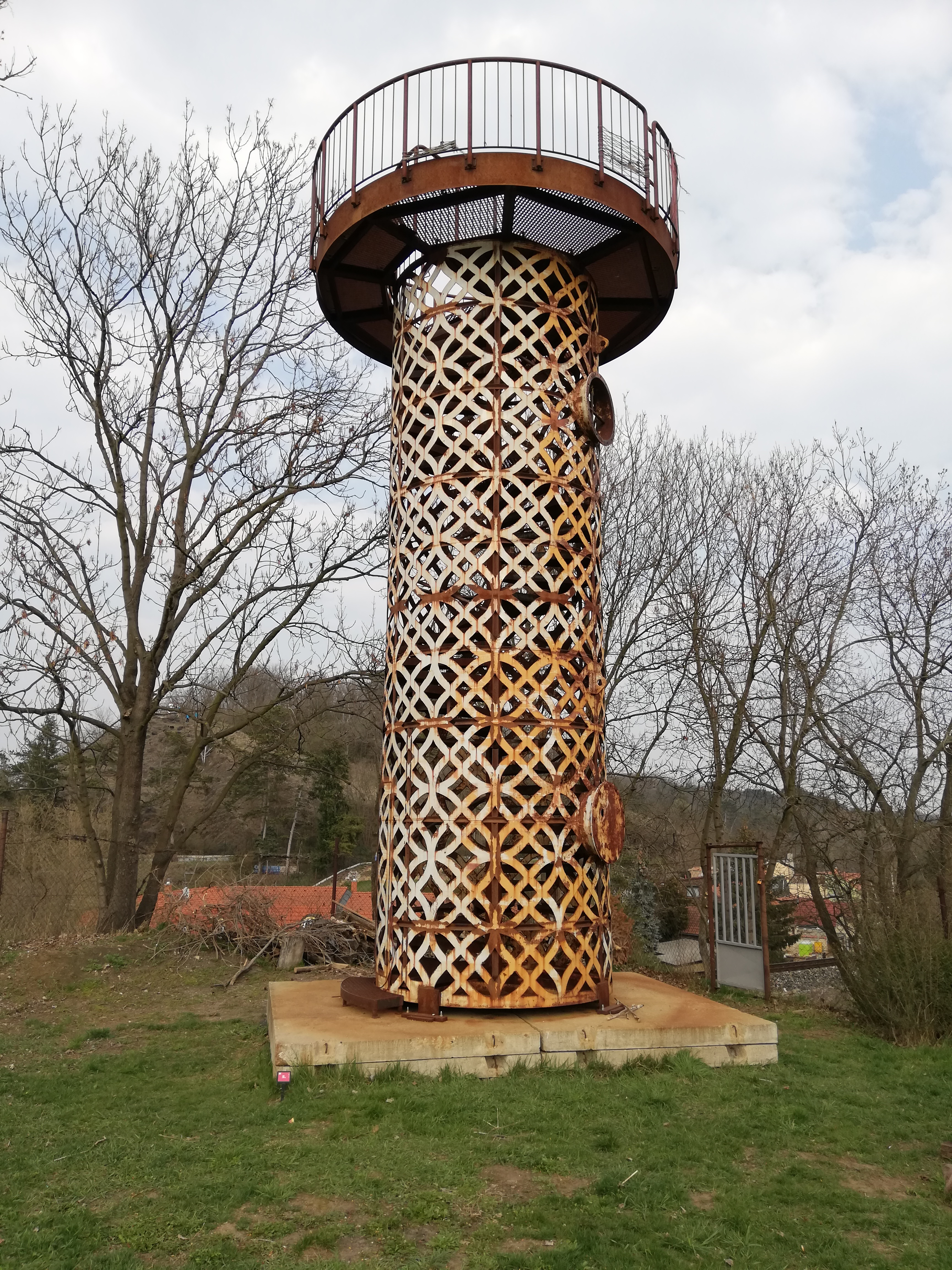
Zahrada Bubec s uměleckými objekty jimž dominuje „Štrykovaná rozhledna“
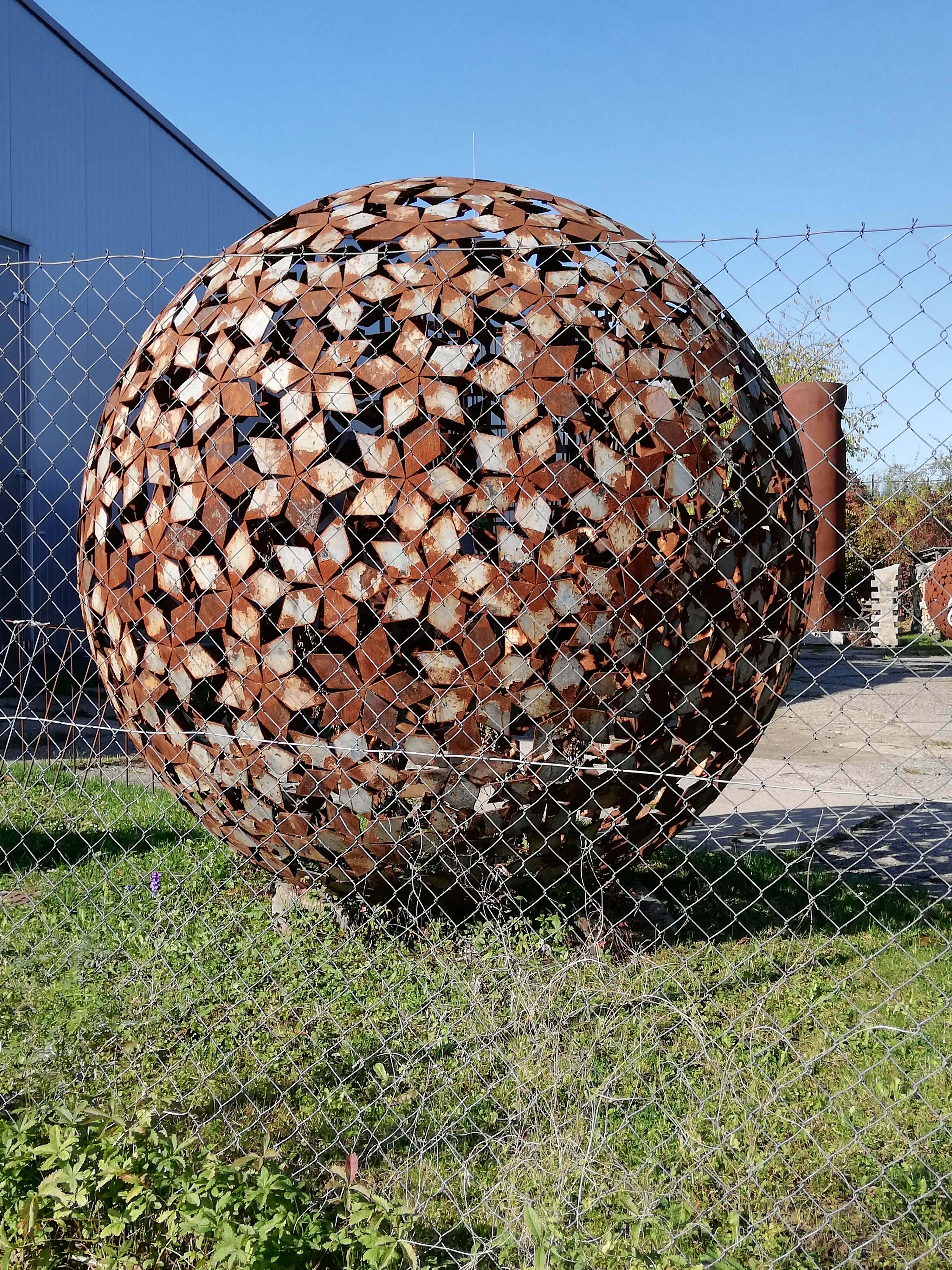
Výtvarné Studio Bubec je obklopeno uměleckými objekty převážně z kovu